# KVLY-TV-mast
De KVLY-TV-mast (voorheen de KTHI-TV-mast) is een zendmast voor tv-uitzendingen in North Dakota, USA, gebruikt door station KVLY-TV-kanaal 11. Met 628,8 meter was het tot april 2008 de hoogste constructie ter wereld.

## Overzicht
De toren staat vlak bij Blanchard, dat ongeveer halverwege Fargo en Grand Forks ligt. Het werd de hoogste constructie ter wereld na voltooiing op 13 augustus 1963. Dit record werd in 1974 met 18 meter overtroffen door de Mast van Radio Warschau in Polen, maar in 1991 stortte deze in, waardoor de KVLY-mast weer aan de top stond. In april 2008 werd de Burj Khalifa in Dubai, Verenigde Arabische Emiraten, met toen 629 meter de hoogste constructie ter wereld. Intussen is de laatstgenoemde voltooid en heeft de hoogte van 828 meter bereikt.
De toren werd gebouwd door Hamilton Directors en Kline Iron and Steel in 30 dagen voor US$500.000 ($3,2 miljoen in 2005 dollars).
De mast is eigendom van North Dakota Television, LLC (voorheen de Meyer Broadcasting Company) uit Bismarck en zendt uit met 316 kW voor televisiestation KVLY (kanaal 11, een onderdeel van NBC). De toren heeft een bereik van ongeveer 78.000 km².
De hoogte boven zeeniveau is 926 meter. Enige tijd na de voltooiing werd door de Federal Aviation Administration een limiet ingesteld van 628,8 meter, gebaseerd op de hoogte van de toren. Hierdoor mogen er op het moment geen hogere constructies gebouwd worden in de Verenigde Staten.
De roepletters van het televisiestation waar het voor werd gebouwd was origineel KTHI, waarbij de "HI" refereerde aan de hoogte van de mast. De top kan bereikt worden met een onderhoudslift of ladder.